# 阿城 (作家)
阿城（あじょう）は中華人民共和国の作家。本名は鍾阿城、籍貫は四川省江津県。

## 人物
本人によれば、12歳から13歳ごろは曹雪芹、羅貫中、施耐庵、レフ・トルストイ、オノレ・ド・バルザック、フョードル・ドストエフスキー、ヴィクトル・ユーゴーなどの有名作家の本を読みあさっていたという。
1984年に発表した処女作『棋王』は、同年福建省の中短編小説部門賞を受賞、その後1990年代にアメリカ合衆国に移住した後も作品を発表している。